# 복상어
복상어(Japanese swellshark)는 두툽상어과에 속하는 흔한 상어이다. 태평양 북서부, 일본열도에서 타이완섬에 걸쳐 수심 90 ~ 200 미터 지점에서 발견된다. 저서어이며 바위투성이 암초를 좋아한다. 신장은 1.4 미터까지 자란다. 학명은 케팔로스킬리움 움브라틸레(Cephaloscyllium umbratile).
식성은 기회주의적으로, 먹을 수 있는 것이라면 물고기와 무척추동물을 가리지 않고 먹는다. 난생으로, 암컷은 한 번에 두 개의 알을 낳는다. 번식기가 따로 있는지 여부는 아직 밝혀지지 않았다. 알을 낳고 나서 약 1년이 흐르면 부화한다. 복상어는 인간에게 무해하며 잡아서 기를 수도 있다. 저인망 어선에 혼획되기도 하지만 개체수에 심각한 영향을 미치지는 않는 것 같다. 국제자연보전연맹(IUCN)은 현재 복상어의 보존상태를 판단할 만한 자료가 부족하다.